# Balthasar Schnitzer
Balthasar Schnitzer (ur. XVI w.) – śląski rzeźbiarz czasów renesansu, czynny w Legnicy ok. 1580. 

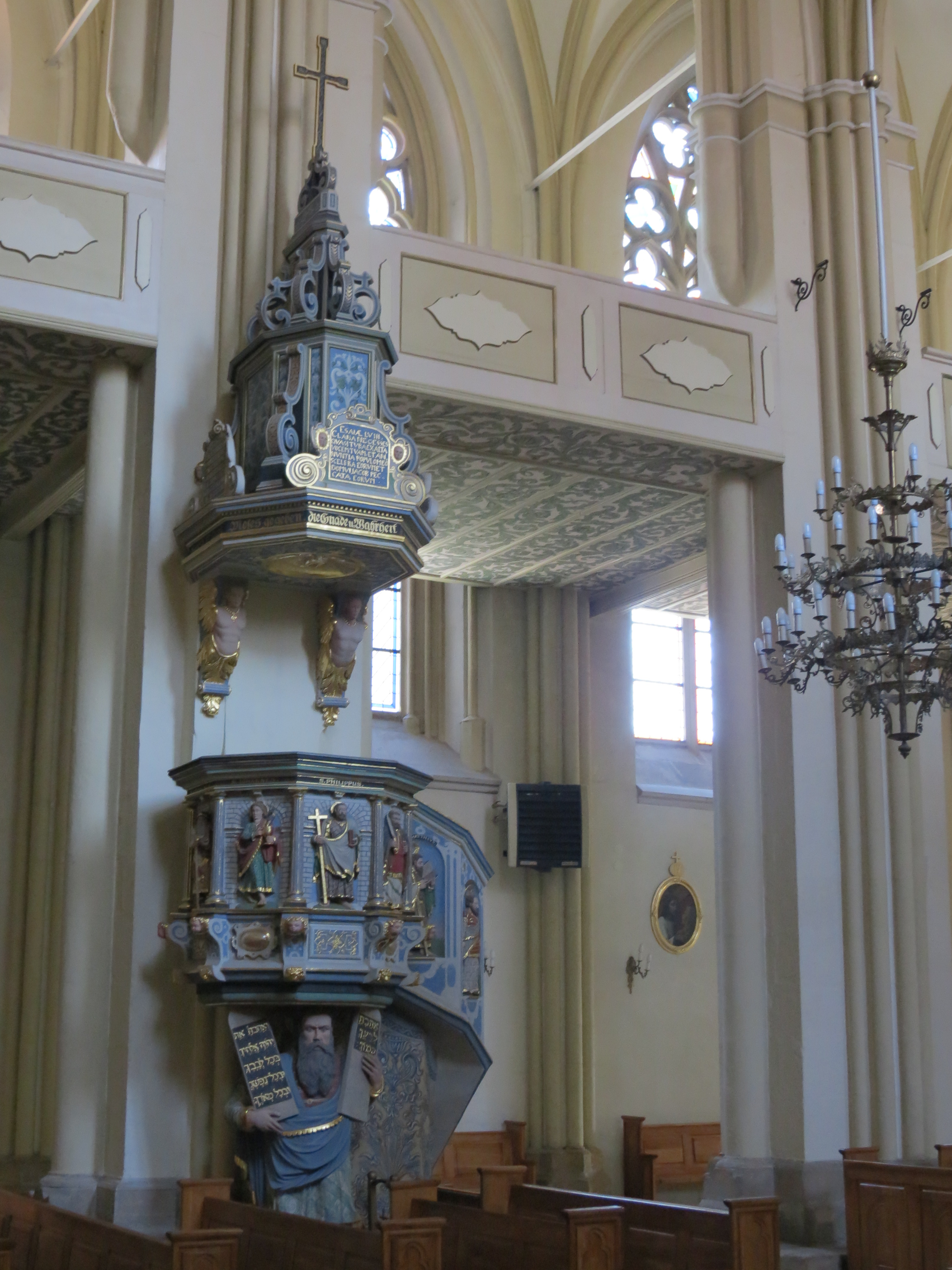
Ambona w Kościele Narodzenia Najświętszej Maryi Panny w Złotoryi

W 1578 był uczniem saksońskiego rzeźbiarza Michaela Kramera działającego w Brzegu. Jedynym znanym dziełem Balthasara Schnitzera pozostaje  wykonana w 1583 ambona w Złotoryi.